# Habitação social

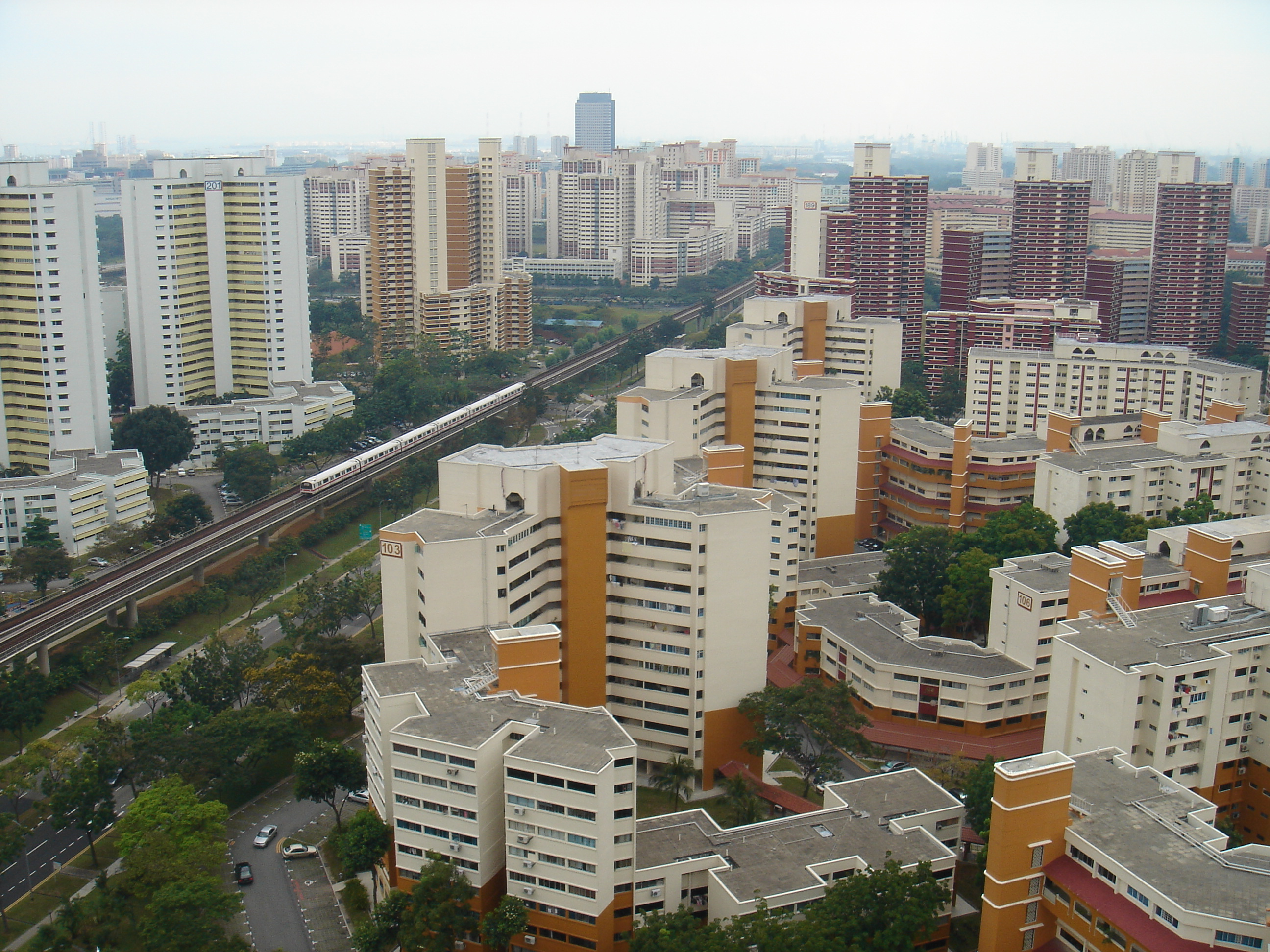
Conjunto de habitações públicas em Singapura. Nesse país, mais de 80% da população vive em construções da Secretaria de Moradia e Desenvolvimento do governo.

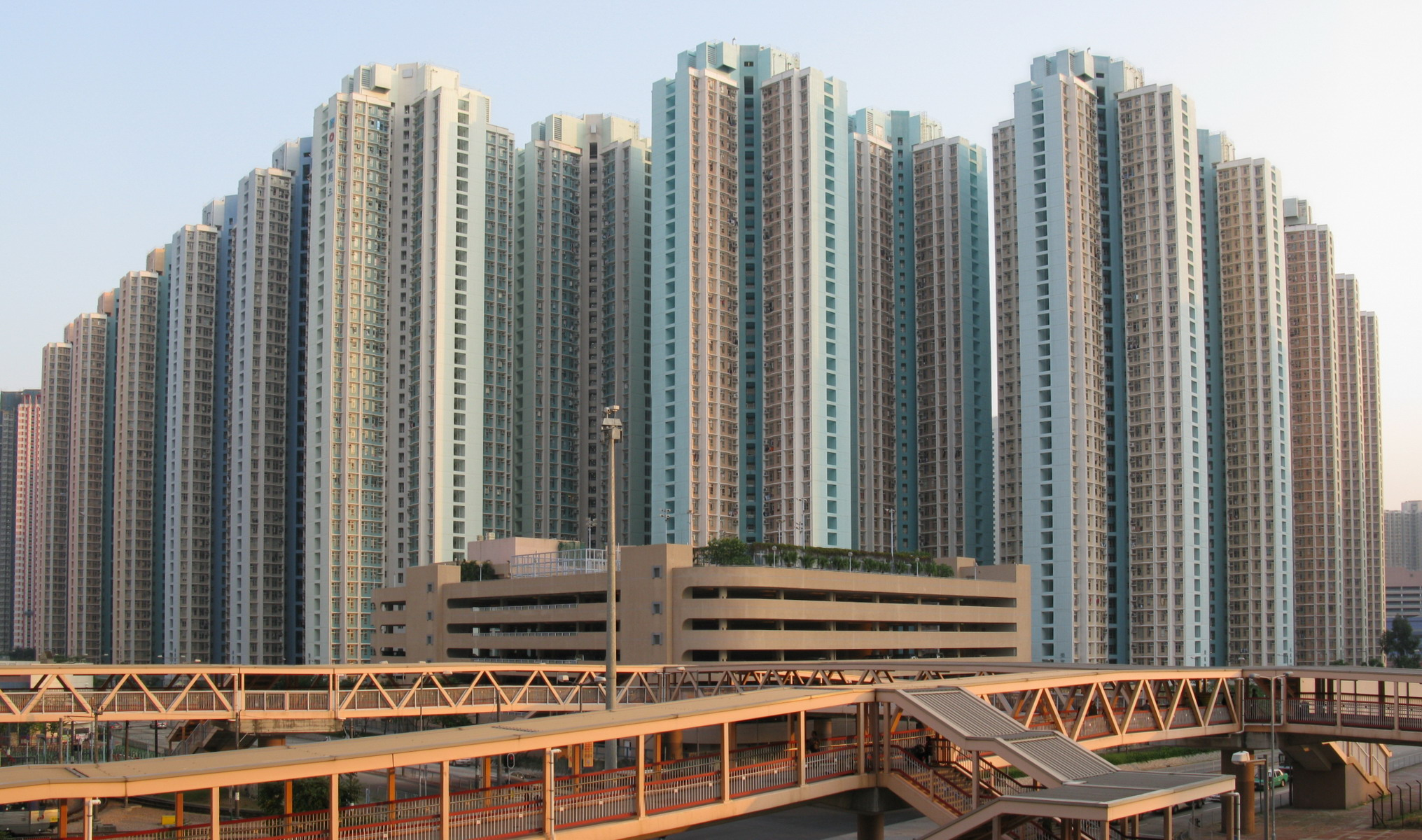
Conjunto habitacional financiado pelo governo de Hong Kong para a população de baixa renda.

Habitação social, habitação de interesse social ou conjunto habitacional é um tipo de habitação destinada à população cujo nível de renda dificulta ou impede o acesso à moradia através dos mecanismos normais do mercado imobiliário. Empreendimentos habitacionais de interesse social são geralmente de iniciativa pública e têm, como objetivo, reduzir o défice da oferta de imóveis residenciais de baixo custo dotados de infraestrutura (redes de abastecimento d'água, esgotamento sanitário e energia elétrica) e acessibilidade. Alguns empreendimentos também visam à realocação de moradias irregulares ou construídas em áreas de risco.
Programas de habitação social existem em vários países, desenvolvidos ou não, e os imóveis podem ser alugados ou comprados mediante financiamentos subsidiados pelo governo. Geralmente, são realizados em grandes conjuntos de prédios de apartamentos, casas ou lotes urbanizados.

## História
A primeira forma de habitação pública foi criada em Helsinki, na Finlândia em 1909. Iniciativas semelhantes ganharam força nos Estados Unidos (também no início do século XX)[carece de fontes?] e na Europa Ocidental, sobretudo após a Segunda Guerra Mundial, durante o processo de reconstrução dos países afetados pela guerra.

## Exemplos

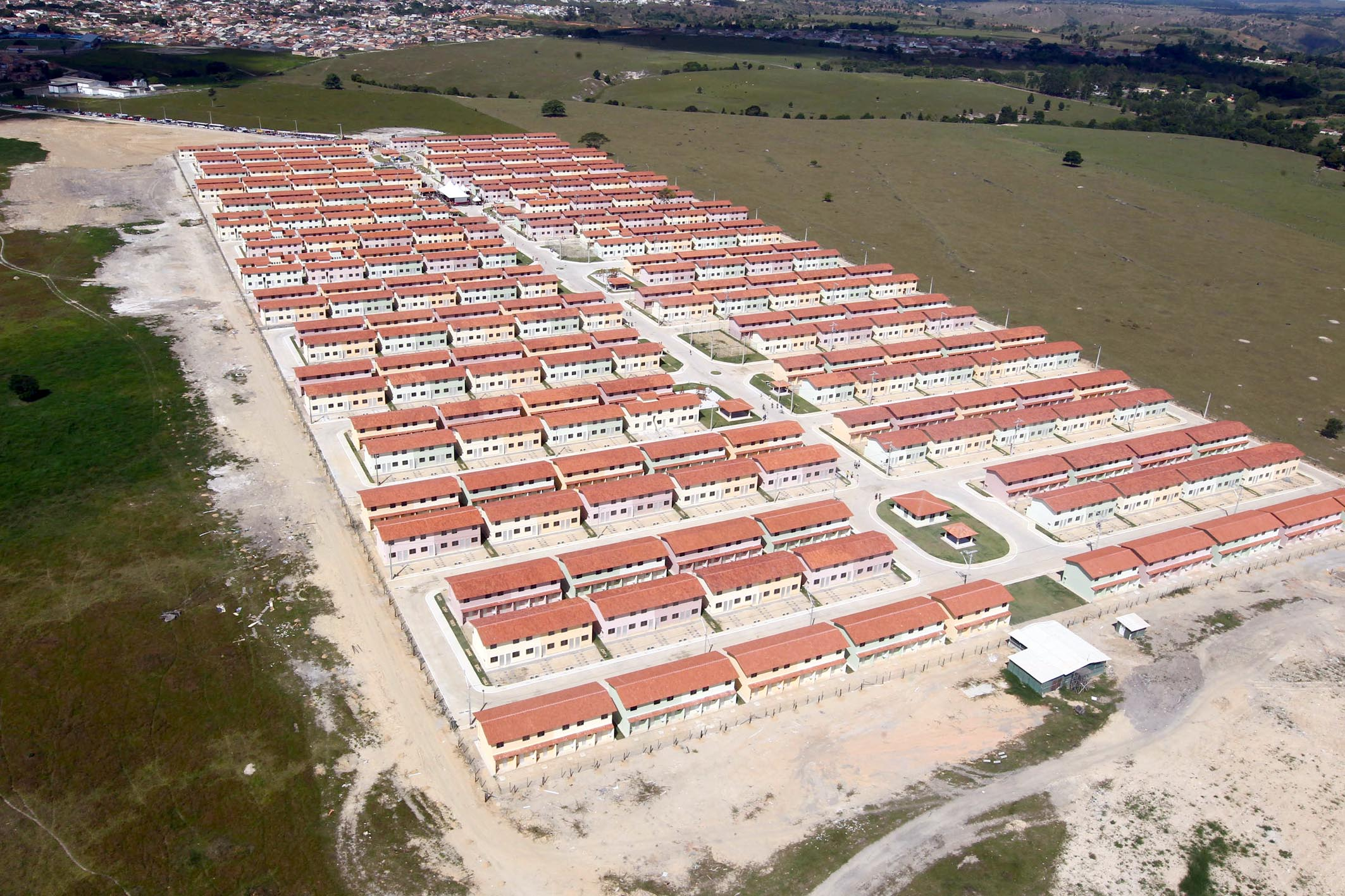
Blocos de residência do programa social "Minha Casa, Minha Vida", em Eunápolis, Bahia.

São exemplos de empresas governamentais responsáveis pela construção de habitações sociais no mundo: Hong Kong Housing Authority em Hong Kong; a Housing and Development Board em Singapura; Gemeindebau na Áustria; HLM na França; Local Authority Accommodation na Irlanda; Miljonprogrammet na Suécia; Council house no Reino Unido; e Housing New Zealand Corporation na Nova Zelândia.
No Brasil, os empreendimentos habitacionais de interesse social são de iniciativa governamental e visam a atender principalmente a população com renda familiar mensal de até 3 salários-mínimos em localidades urbanas e rurais.

### Programa Casa Paulista
No estado de São Paulo, o Programa Casa Paulista é uma iniciativa voltada para ampliar o acesso à habitação de interesse social. Coordenado pelo governo estadual, o programa busca complementar recursos para famílias de baixa renda na aquisição da casa própria, especialmente em parcerias com programas federais, como o Minha Casa, Minha Vida (atualmente Casa Verde e Amarela). Através de subsídios financeiros, o Casa Paulista facilita o financiamento habitacional para trabalhadores formais, servidores públicos e demais cidadãos em situação de vulnerabilidade, contribuindo significativamente para a redução do déficit habitacional no estado.